# Apogonia dapitana
Apogonia dapitana är en skalbaggsart som beskrevs av Moser 1921. Apogonia dapitana ingår i släktet Apogonia och familjen Melolonthidae. Inga underarter finns listade i Catalogue of Life.